# Гафуров Бободжан Гафурович

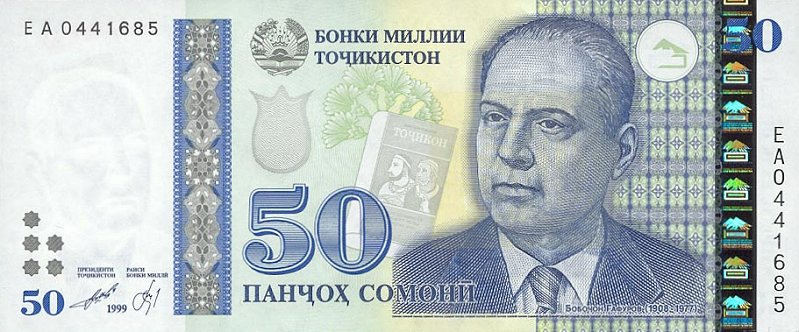
Портрет Б. Гафурова на купюрі номіналом 50 сомоні

Бободжан Гафуров (тадж. Бобоҷон Ғафуров; повне ім'я: Бободжан Гафурович Гафуров; *31 грудня 1908, кишлак Ісписар Ходжентського повіту Самаркандської області Російської імперії — 12 липня 1977, Душанбе, Таджицька РСР) — радянський таджицький партійний діяч та науковець. Член ЦК КПРС у 1952—1961 роках. Депутат Верховної Ради СРСР 2—5-го, 7-го скликань.

## Біографія
Бободжан Гафурович Гафуров народився в кишлаку Іспісар Ходжентського повіту Самаркандської області Російської імперії. Його мати — поетеса Розія Озод (1893 року народження).
У 1926—1928 роках — завідувач Дитячого бюро, завідувач відділу культури та пропаганди районного комітету ЛКСМ Узбекистану.
З 1928 до 1929 року — слухач Самаркандської юридичної школи.
У 1929 — квітні 1930 року — помічник народного комісара юстиції Таджицької АРСР.
У квітні 1930 — 1931 року — завідувач відділу, заступник редактора газети «Кизил Таджикистан».
У 1931—1935 роках — студент Всесоюзного комуністичного інституту журналістики в Москві.
Член ВКП(б) від 1932 року.
У 1935 — жовтні 1936 року — інструктор з друку відділу культури ЦК КП(б) Таджикистану.
У жовтні 1936 — 1940 року — завідувач відділу друку та видавництв ЦК КП(б) Таджикистану; завідувач культурно-просвітницького сектору ЦК КП(б) Таджикистану. Працював головним редактором газети «Бехудоёни Тоҷикистон / Безбожник Таджикистану».
У 1940—1941 роках — аспірант Інституту історії Академії наук СРСР.
20 березня 1941 — 17 січня 1945 року — секретар ЦК КП(б) Таджикистану з пропаганди та агітації.
17 січня 1945 — 5 червня 1946 року — 2-й секретар ЦК КП(б) Таджикистану.
5 червня 1946 — 24 травня 1956 року — 1-й секретар ЦК КП(б) Таджикистану.
Одночасно від 1948 року по квітень 1951 року був першим секретарем Сталінабадського обласного комітету КП(б) Таджикистану. На 19-му (1952) і 20-му (1956) з'їздах партії обирався членом ЦК КПРС.

## Академічна діяльність
Гафуров Бободжан Гафурович є автором робіт з історії народів Середньої Азії та історії ісламу. Від 1950 року — Академік АН Таджицької РСР. Від 1956 до 12 липня 1977 року — директор Інституту сходознавства АН СРСР.
Б. Г. Гафуров — член-кореспондент АН СРСР по Відділенню історичних наук (історія СРСР, археологія) від 20 червня 1958 року, академік АН СРСР по відділенню історії (всесвітня історія) від 26 листопада 1968 року.

## Вшанування пам'яті
Помер Бободжан Гафуров 12 липня 1977 року і похований у Душанбе.
Його ім'ям у 1978 році було назване смт у Ленінабадській області Таджикистану, що спершу носило назву Совєтабад; також ім'я Б. Гафурова носить Худжандський державний університет.

## Нагороди
Бободжан Гафуров нагороджений 6 орденами Леніна, орденом Трудового Червоного Прапора і медалями. Він — один з 6 носіїв звання «Кахрамоні Тоджикістон» («Герой Таджикистану»).